# Väddklint
Väddklint (Centaurea scabiosa) är en växtart i familjen korgblommiga växter. 